# ドクター・アトル

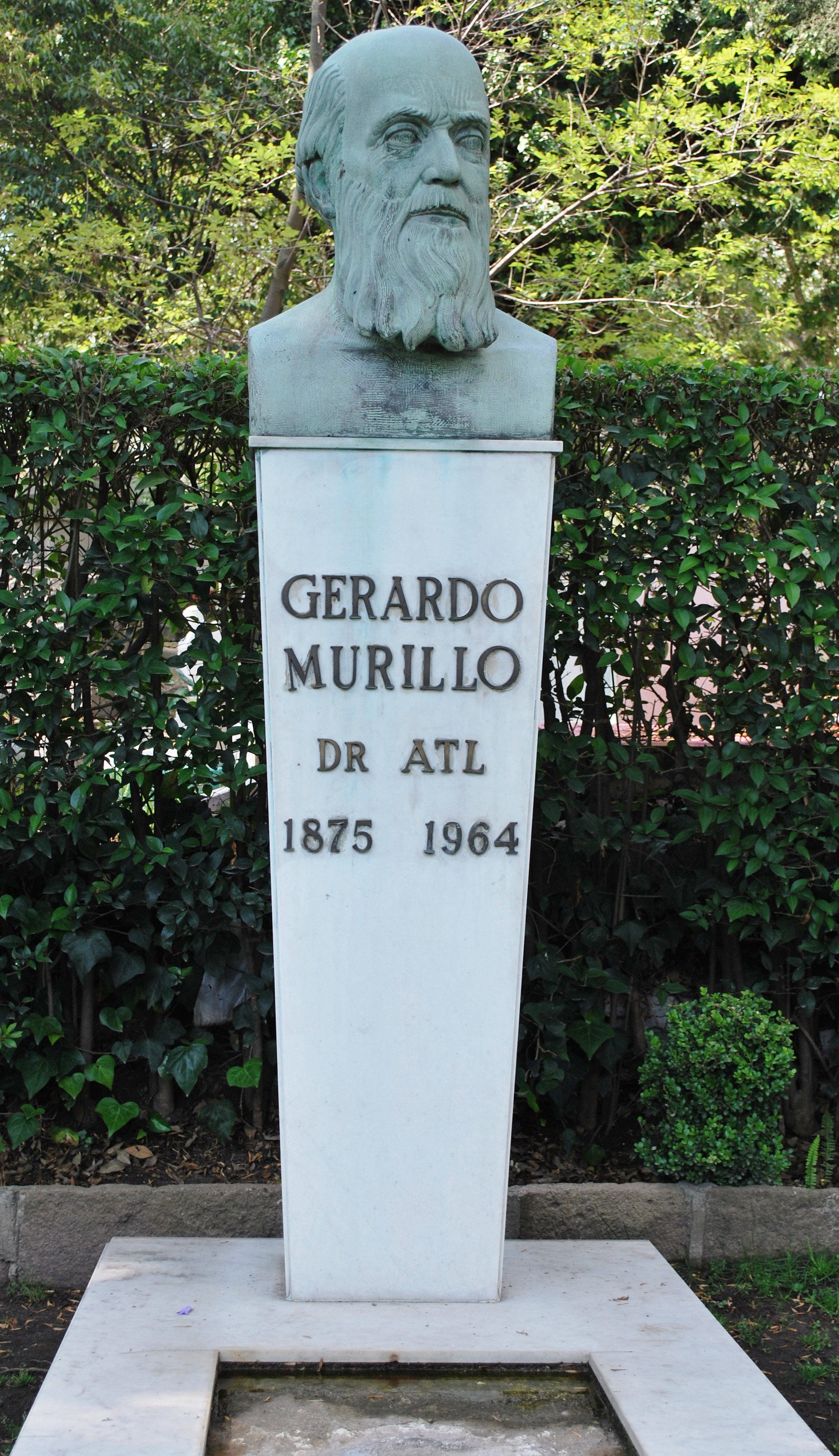
メキシコシティのパンテオン・デ・ドロレス墓地にあるジェラルド・ムリーリョの墓

ヘラルド・ムリーリョ・コルナド（Gerardo Murillo Cornado、1875年10月3日 - 1964年8月15日）は、ドクター・アトル（Dr. Atl）のペンネームで活動した画家・作家。 ベヌスティアーノ・カランザが率いるメキシコ革命に積極的に関与したことが知られている。彼は、アナルコ・サンディカリストの労働組織であるカサ・デル・オブレロ・ムンディアル（団体名は「世界労働者の家」の意味）と関係があった。

## 生涯
ハリスコ州のグアダラハラに生まれ、幼い頃からフェリペ・カストロに師事して絵画の勉強をしていた。21歳のとき、ムリーリョはメキシコシティのサン・カルロス・アカデミーに入学し、さらに研究を深めた。
実力を発揮したムリーリョは、1897年にポルフィリオ・ディアス大統領（任期：1884年 - 1911年）からヨーロッパで絵画を学ぶための金を与えられた。ローマ大学では哲学や法律を学び、パリではアンリ・ベルグソンの芸術に関する講義を聞くなど、学問の幅を広げていった。政治に強い関心を持っていた彼は、イタリア社会党に協力したり、アバンティ（Avanti）という新聞社で働いたりした。1902年に、レオポルド・ルゴネスから「ドクター・アトル」（アトル（atl）はナワトル語で「水」の意）という「洗礼」を受けた。
ドクター・アトルは帰国後、メキシコで大活躍した。1906年には、雑誌『サビア・モデルナ（Savia Moderna）』の編集者であるアロンソ・クラビオト（Alonso Cravioto）とルイス・カスティーヨ・レドン（Luis Castillo Ledon）が主催する展覧会に、ディエゴ・リベラ、フランシスコ・デ・ラ・トーレ（Francisco de la Torre）、ラファエル・ポンセ・デ・レオン（Rafael Ponce de León）らとともに参加した。
1906年、ドクター・アトルは、メキシコ国民の生活や関心に結びついた記念碑的なパブリックアート運動をメキシコで展開することを宣言した。この運動は後の1922年に始まった「メキシコ壁画運動（Mexican Mural Movement）」の先駆けとなる。また、ディアス政権からの依頼で、メキシコシティに建設中の美術研究所「ベラス・アルテス（Bellas Artes）」のためのガラスカーテンをデザインし、ニューヨークのティファニー社により制作された。このカーテンには、首都を見下ろす2つの火山が描かれていたという。また、壁画の制作も依頼されていたが、1910年にディアスに対するメキシコ革命が勃発したため、延期された。

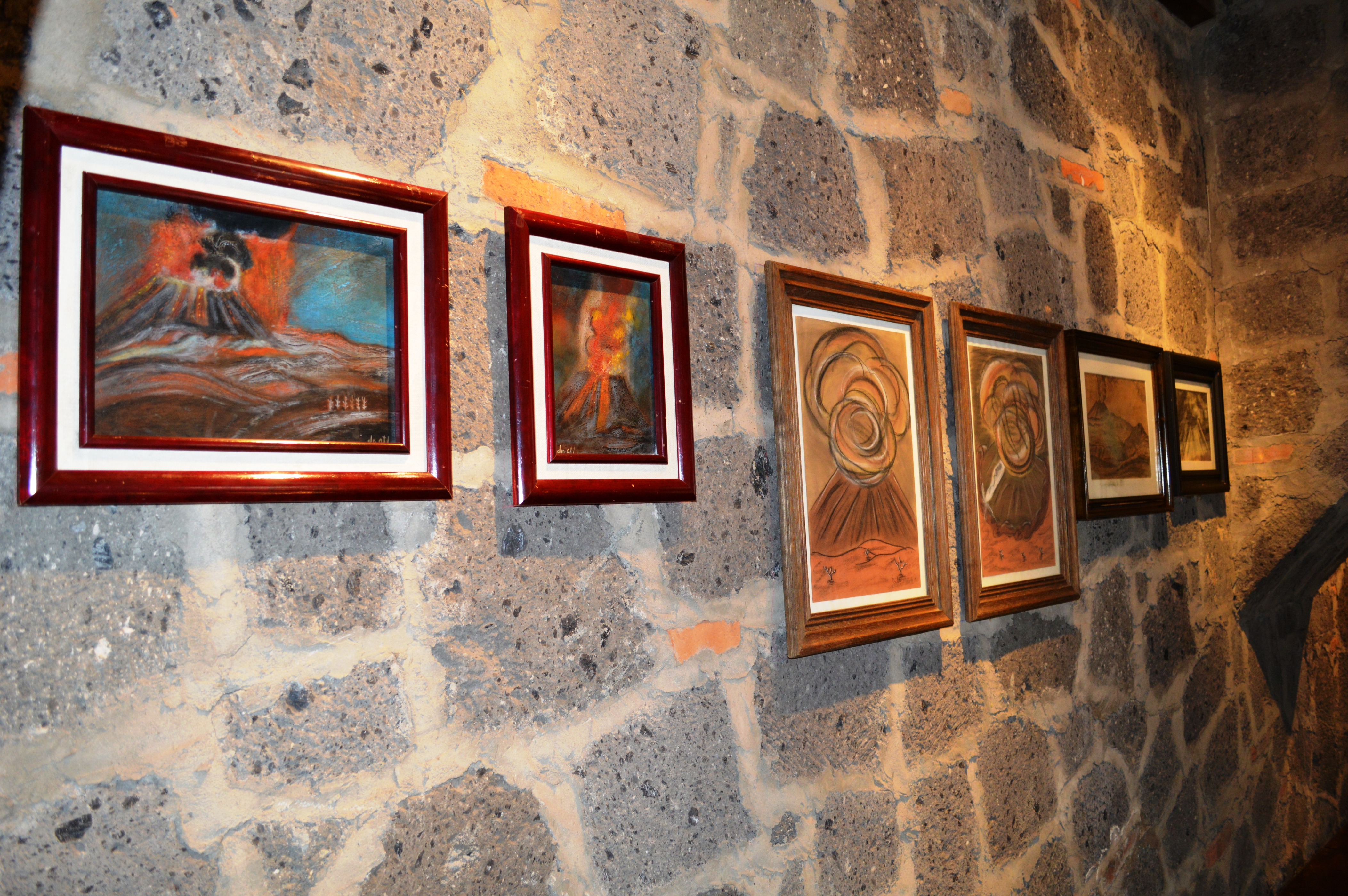
サン・ミゲル・デ・アジェンデのハシエンダ・サンタ・クララ研究センター（Hacienda Santa Clara Study and Research Center）に所蔵されているドクター・アトルの作品

1911年、ドクター・アトルはヨーロッパに戻った。パリでは雑誌を創刊し、メキシコの社会的・政治的問題について執筆し、民主的に選出されたフランシスコ・I・マデロ政権の転覆に加担した将軍ビクトリアーノ・ウエルタを批判した。またドクター・アトルは、メキシコ革命では立憲主義派を支持し、「聖書的社会主義」に傾倒し、芸術、文学、科学の発展を促した。ヨーロッパから帰国した彼は、ベヌスティアーノ・カランサ率いる立憲主義派に加わり、サン・カルロス・アカデミーの院長に任命された。革命時には、ホセ・クレメンテ・オロスコとダビッド・アルファロ・シケイロスという2人の若い画学生を説得してカランシスタ（Carrancistas）に参加させ、カランシスタの機関紙「ラ・バンガルディア」の挿絵を描いた。
革命に勝利した人々は、19世紀から20世紀初頭にかけてのメキシコ政府のヨーロッパ中心主義を否定し、革命後は、メキシコの豊かな先住民族の過去や、民族舞踊、音楽、美術、工芸などの大衆芸術への関心が復活した。ドクター・アトルをはじめとする芸術家たちは、民俗芸術の展示や民衆舞踊・音楽の公演を行い、アトル自身も1922年にメキシコ政府から出版された2巻の研究書『メキシコの民俗芸術（Folk Arts in Mexico）』を作成した。

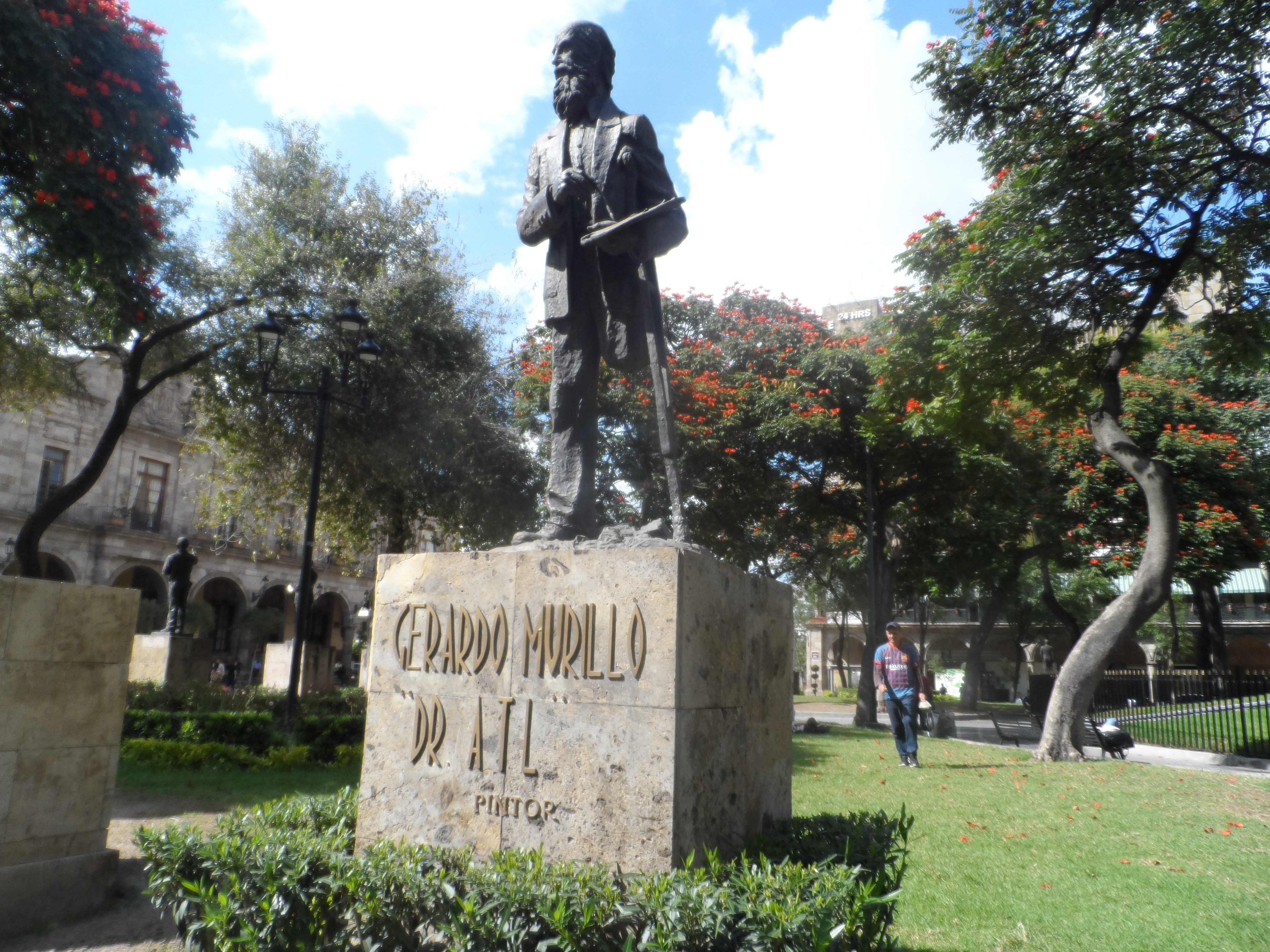
ドクター・アトル像

その後、アトルの興味は火山の研究にあり、プエブラ州のポポカテペトル山とイスタシワトル山（Iztaccíhuatl）を訪れるのに多くの時間を費やした。1950年に出版された著書『Cómo nace y crece un volcán, el Paricutín』では、1943年にパリクティン山の噴火を目撃した経験が語られている。噴火を見学中に負傷し、足を切断したという。火山風景を描くだけでなく、火山学の専門家としても知られており、その論文は火山を理解する上で貴重なものであった。
文学作品には、メキシコ革命をテーマにした『Cuentos de todos los colores』（タイトルを直訳すると『すべての色の物語』）がある。また著書「La Perla（真珠）」は、ジョン・スタインベックの同名の小説の執筆に影響を与えた。またアトルはナワトル語で「ナフイ・オリン」（アステカの再生・地震のシンボルで「4つの動き」を意味する）という名前を、伴侶であるメキシコの詩人・画家のカルメン・モンドラゴン（1893年 - 1978年）に与えた。
1956年にベリサリオ・ドミンゲス名誉勲章（Belisario Domínguez Medal of Honor）、1958年にナショナル・アーツ・アワード（National Arts Award）など、文学や芸術に関する数々の賞を受賞している。
1961年に放送された「アルコア・プレゼンツ：ワン・ステップ・ビヨンド（Alcoa Presents: One Step Beyond）」では、1920年にドクター・アトルが体験したことをもととしたエピソードが取り上げられている。筋書きには「デヴィッド・J・スチュワート演じるアトルは、当局から逃れるために、アステカの戦士の幽霊が出るという修道院に身を寄せる。しかし、彼を追っていた連邦軍兵士が謎の絞殺事件を起こしてしまう。エンディングにはドクター・アトル本人がゲスト出演している。」と説明されている。
1964年8月15日にメキシコシティで亡くなり、同都にあるパンテオン・シビル・デ・ドロレス墓地に埋葬された。

## 死後
レベッカ・ウェスト（Rebecca West）の本「メキシコの生存者」の中の4つの章では、ドクター・アトルの人生を扱っている。
2017年10月3日、 Google Doodleにその生誕142周年が祝された。